# Toury-sur-Jour
Toury-sur-Jour é uma comuna francesa na região administrativa de Borgonha-Franco-Condado, no departamento Nièvre. Estende-se por uma área de 25,33 km². Em 2010 a comuna tinha 122 habitantes (densidade: 4,8 hab./km²).